# Francisco de Albear
Francisco de Albear y Fernández de Lara (L'Avana, 11 gennaio 1816 – L'Avana, 22 ottobre 1887) è stato un ingegnere cubano.

## Biografia
Figlio di colonnello Francisco de Albear, governatore del Castello del Morro, fu mandato a studiare in Spagna dove si laureò nel 1839 all'Accademia di ingegneria militare di Guadalajara, con il grado di tenente.

## Carriera
È stato assegnato al Corpo degli Ingegneri di Cuba nel 1845. Alla fine raggiunse il grado di generale di brigata del Corpo Reale degli Ingegneri, essendo responsabile di oltre 182 progetti a Cuba.
È stato anche coinvolto nella ricerca scientifica, diventando membro di diverse istituzioni scientifiche tra le quali: la Reale Accademia delle Scienze esatte, fisiche e naturali, la Real Sociedad Geográfica de España, la Société Scientifique de Bruxelles e la Reale Accademia delle Scienze esatte, fisiche e naturali di L'Avana, essendo vicepresidente di quest'ultima.
Il suo lavoro più importante è stato il progetto per la captazione delle sorgenti Vento e il loro trasporto a L'Avana per l'approvvigionamento idrico della città, ora conosciuto come l'Acueducto de Albear. La costruzione è iniziata nel 1861, per essere conclusa solo nel 1893. Il progetto è stato insignito della Medaglia d'Oro della Exposition universelle di Parigi del 1878. L'acquedotto è ancora in funzione.
Per i suoi meriti è stato insignito del titolo di marchese di San Felipe.
Un parco a L'Avana porta il suo nome e una statua di José Vilalta Saavedra fu eretto nel parco e inaugurata il 15 marzo 1895. Il poeta cubano Enrique José Varona scrisse una poesia a lui dedicata.